# Deserto del Galles

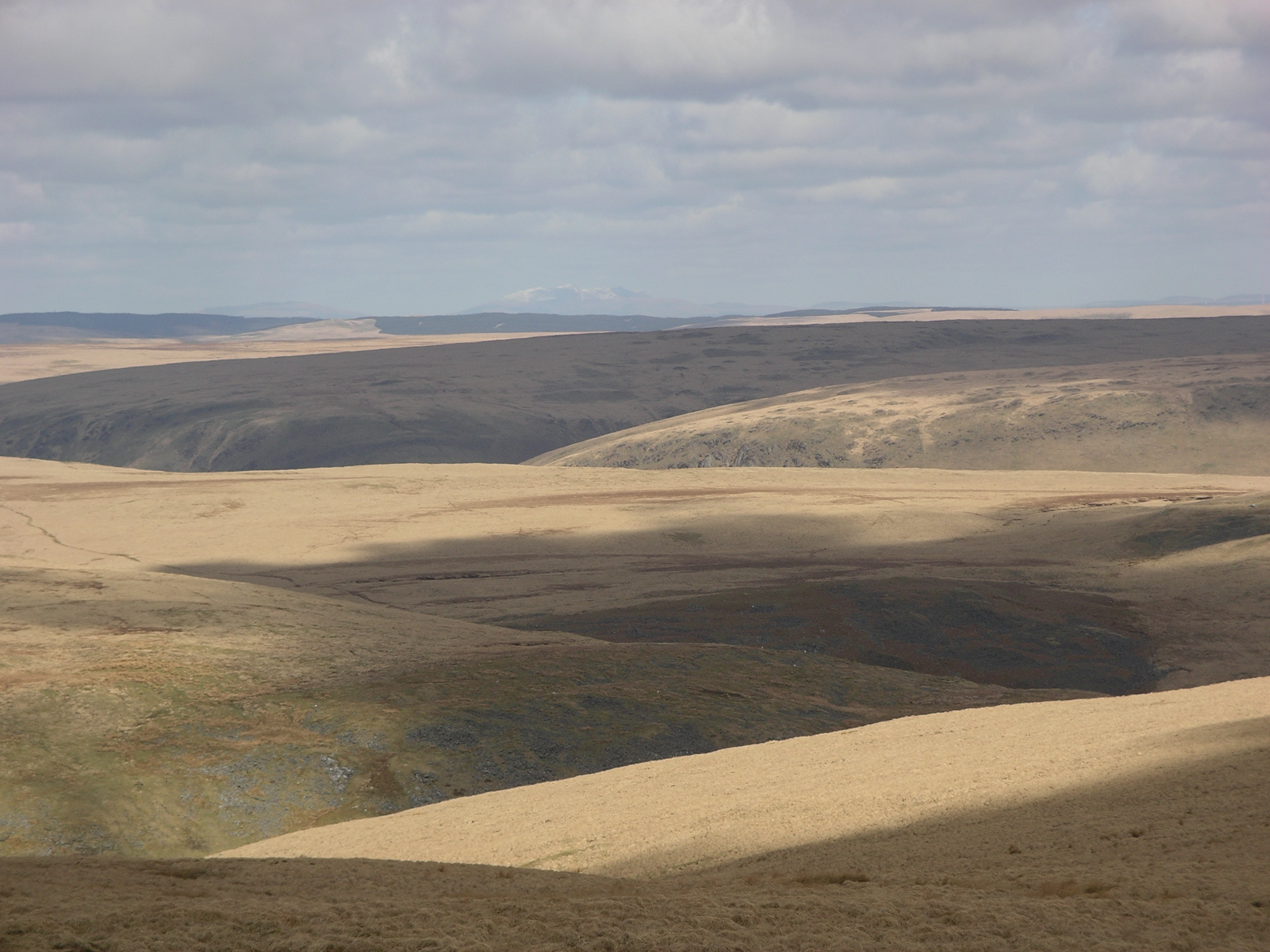
Il deserto del Galles visto dal Drygarn Fawr

Il deserto del Galles o Deserto Verde del Galles è un termine utilizzato per descrivere una grande area del Galles centrale, chiamata così per la sua mancanza di strade, città e per la sua inaccessibilità. Il termine fu coniato da alcuni scrittori itineranti inglesi nel XIX secolo, e non si trova un equivalente in lingua gallese. L'area corrisponde all'incirca alle colline chiamate Elenydd in gallese, e viene anche definita localmente con il nome di Monti Cambrici.

## Estensione
In questo caso, la parola "deserto" viene utilizzata nel senso di una zona non abitata da esseri umani (come in "isola deserta"), non nel senso di un deserto arido. L'area conta su precipitazioni intense e gran parte delle sue terre sono coperte da torba coperta da gramigna azzurrognola o da piantagioni di conifere non native del luogo. Il suolo tende ad essere abbastanza acido. Non vi sono definizioni esatte dell'estensione del Deserto del Galles, ma in generale confina ad est con la strada A470 e la città di Rhayader, a sud con la strada A483 da Builth Wells e Llanwrda, ad ovest con la strada A482 da Llanwrda a Pumpsaint, e da qui verso nord con una serie di strade di campagna fino a Tregaron. Il confine settentrionale è costituito dalla strada A44 tra Ponterwyd e Llangurig, anche se anche a nord di questa strada, inclusa la riserva di Nant y Moch e Llyn Clywedog, ha una topografia simile.

## Storia
Il termine "deserto del Galles" viene utilizzato per riferirsi all'area almeno fin dal 1860, quando fu scritto: 
La località che stiamo ora attraversando è una delle più selvagge e desolate in tutte le parti del Principato; è infatti perfettamente vero chiamarla "grande deserto del Galles." Vaste catene di colline dalle cime arrotondate si aggiungono al triste aspetto di questa regione quasi disabitata...
Gli spostamenti avvengono solo su strette strade, itinerari forestali, percorsi pedonali e a cavallo. Si tratta di una regione scarsamente popolata, che consiste perlopiù di colline rotondeggianti, gole e ripide valli con antiche foreste native di rovere.

### Antiche rovine

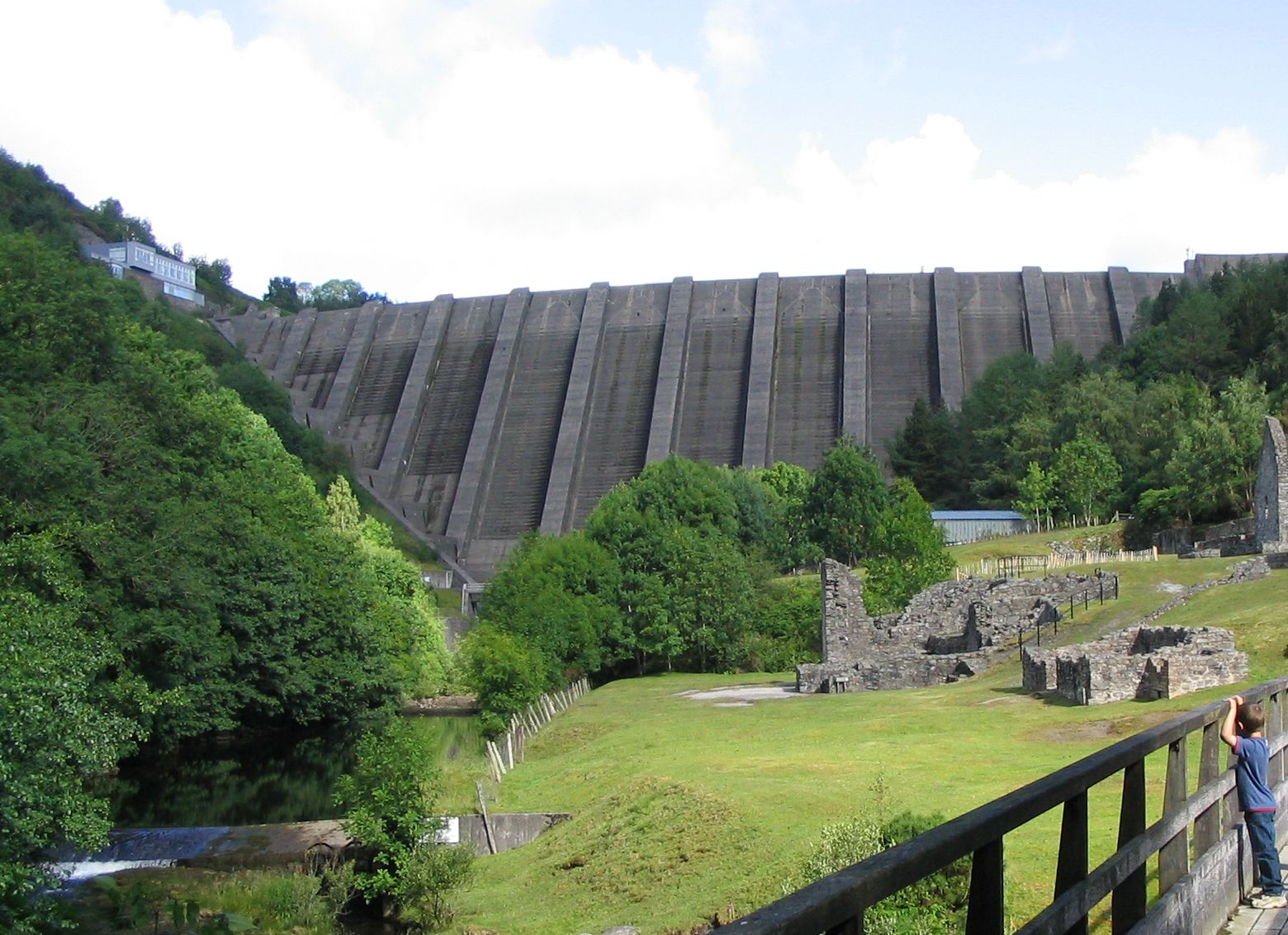
Vista da sotto la diga di Clywedog

Le rovine dell'abbazia di Strata Florida si trovano sulla strada che proviene da Tregaron.

## Fauna
Questa regione fu l'unica del Regno unito a sostenere l'ultimo nibbio reale nativo del Galles, fino al loro reinserimento su larga scala negli anni '80.